# Salernitana Calcio 1919 2005-2006
Questa voce raccoglie i dati della Salernitana Calcio 1919 nelle competizioni ufficiali della stagione 2005-2006.

## Stagione
L'11 agosto 2005 a Pontecagnano nasce la Salernitana Calcio 1919 in seguito alla radiazione dai professionisti della Salernitana Sport. La nuova società aderisce al Lodo Petrucci e partecipa al campionato di livello immediatamente inferiore a quello della precedente società di Aliberti, la Serie C1, non partecipa alla Coppa Italia.
Nella stagione 2005-2006 si riparte da Marco Ambrosio, Lorenzo Prisco, Rijat Shala, Salvatore Fresi (nuovo capitano poi andato via per incomprensioni con l'allenatore) oltre al ritorno a Salerno dell'attaccante Ciro De Cesare. 
Sono questi i calciatori che anche dopo il fallimento avvenuto nella precedente stagione decidono di restare ed aderire al nuovo progetto guidato dal presidente Antonio Lombardi, uno dei soci fondatori; i nomi con cui il nuovo sodalizio cerca di stabilire un legame con la storia e la tradizione del calcio salernitano. 
Tuttavia Aniello Aliberti, presidente della precedente Salernitana dichiarata fallita, non demorde e anzi, fermamente convinto di aver subito un'ingiustizia, riparte dalla Terza Categoria per non perdere il titolo sportivo ed il marchio societario. Allestisce così una squadra composta da una selezione di giovanissimi ragazzi Salernitani per partecipare all'ultimo gradino della piramide calcistica nazionale ed alcuni tifosi (tra cui quelli aderenti al gruppo Ultras Plaitano) optano di seguire la vecchia Salernitana. Per pochi mesi, così, si crea una situazione paradossale e surreale, senza precedenti, con due Salernitane in campo: quella di Antonio Lombardi in serie C1 e quella di Aniello Aliberti in Terza Categoria. A partire dal mese di novembre, infatti, la Salernitana di Aliberti inizia il campionato di Terza categoria ritrovandosi immediatamente in testa alla classifica e mettendo in luce a suon di goal il giovane attaccante Saviello. L'esperienza è però di breve durata, poiché la vecchia società viene messa in liquidazione nel gennaio 2006 ed in seguito è radiata da ogni competizione ufficiale, con i risultati ottenuti in campionato che vengono annullati.
Nel frattempo prosegue il campionato di Serie C1 della nuova Salernitana Calcio, che al termine del torneo con il quinto posto a 52 punti, riesce a cogliere il diritto di partecipare ai Play-off, venendo eliminata però dal Genoa nella doppia semifinale: 2-1 per i granata a Salerno; stesso risultato a favore dei grifoni nella gara di ritorno, disputata al Luigi Ferraris di Genova. In tal modo i genoani si qualificano per la finale, in virtù del miglior piazzamento ottenuto in campionato con 56 punti. La nuova Salernitana ha potuto così solo sfiorare l'immediato ritorno in Serie B. 
Al termine della stagione le squadre ad essere promosse in cadetteria sono: lo Spezia (vincitore del campionato), ed il Genoa promosso a seguito dei Play-off.

## Divise e sponsor
Lo sponsor tecnico per la stagione 2005-2006 è Asics, mentre lo sponsor ufficiale è Cantine Monte Pugliano.
| Casa | Trasferta |

## Rosa
| N. |                   | Ruolo | Calciatore                 |
| -- | ----------------- | ----- | -------------------------- |
|    | Italia (bandiera) | P     | Marco Ambrosio             |
|    | Italia (bandiera) | P     | Gioacchino Cavaliere       |
|    | Italia (bandiera) | P     | Lorenzo Prisco             |
|    | Italia (bandiera) | D     | Leo Criaco                 |
|    | Italia (bandiera) | D     | Salvatore Fresi (Capitano) |
|    | Italia (bandiera) | D     | Giovanni Ignoffo           |
|    | Italia (bandiera) | D     | Raffaele Imparato          |
|    | Italia (bandiera) | D     | Giuseppe Ingrosso          |
|    | Italia (bandiera) | D     | Davide Moi                 |
|    | Italia (bandiera) | D     | Simone Sannibale           |
|    | Italia (bandiera) | D     | Paolo Scotti               |
|    | Italia (bandiera) | D     | Angelo Siniscalchi         |
|    | Italia (bandiera) | D     | Gaetano Vastola            |
|    | Italia (bandiera) | C     | Andrea Bovo                |

| N. |                     | Ruolo | Calciatore         |  |
| -- | ------------------- | ----- | ------------------ |  |
|    | Italia (bandiera)   | C     | Antonino Cardinale |  |
| 4  | Italia (bandiera)   | C     | Alfredo Femiano    |  |
|    | Italia (bandiera)   | C     | Fabrizio Melara    |  |
|    | Italia (bandiera)   | C     | Nicola Princivalli |  |
|    | Italia (bandiera)   | C     | Vito Redavid       |  |
|    | Italia (bandiera)   | C     | Fabrizio Romondini |  |
|    | Svizzera (bandiera) | C     | Rijat Shala        |  |
|    | Italia (bandiera)   | C     | Evans Soligo       |  |
|    | Italia (bandiera)   | A     | Christian Araboni  |  |
|    | Uruguay (bandiera)  | A     | Rodrigo Bengua     |  |
|    | Italia (bandiera)   | A     | Ciro De Cesare     |  |
|    | Italia (bandiera)   | A     | Giorgio Di Vicino  |  |
|    | Italia (bandiera)   | A     | Emanuele Ferraro   |  |
|    | Italia (bandiera)   | A     | Roberto Magliocco  |  |

## Risultati

### Campionato

#### Girone di andata
| Arbitro: | Pierpaoli (Firenze) |

|               |           |  |
| Magliocco 26’ | Marcatori |  |

| Arbitro: | Lena (Ciampino) |

|                                              |           |  |
| Varricchio 16’, 80’ (rig.) Guidetti 66’, 84’ | Marcatori |  |

| Arbitro: | Barletta (Bernalda) |

|               |           |                          |
| Di Vicino 15’ | Marcatori | 62’ Rubino 90’ Martnetti |

| Arbitro: | Zanzi (Lugo di Romagna) |

|                         |           |             |
| Gorini 74’ P. Rossi 82’ | Marcatori | 52’ Vastola |

| Arbitro: | Damato (Barletta) |

|             |           |               |
| Ferraro 30’ | Marcatori | 27’ Tricarico |

| Arbitro: | Pecorelli (Arezzo) |

|           |           |                      |
| Taldo 71’ | Marcatori | 66’ (rig.) De Cesare |

| Salerno 8 ottobre 2005 7ª giornata | Salernitana       | 0 – 0 | Genoa | Stadio Arechi (4606 spett.)\| Arbitro: \| Celi (Campobasso) \| |
| Arbitro:                           | Celi (Campobasso) |       |       |                                                                |

| Arbitro: | Lioce (Molfetta) |

|                                 |           |  |
| La Grottería 54’ A. Maniero 66’ | Marcatori |  |

| Arbitro: | Guerriero (Catanzaro) |

|              |           |  |
| Magliocco 9’ | Marcatori |  |

| Arbitro: | Forconi (Siena) |

|                                          |           |  |
| Magliocco 42’, 53’, 74’, 88’ Vastola 68’ | Marcatori |  |

| Arbitro: | Valeri (Roma) |

|                                           |           |                             |
| Memmo 14’ Califano 19’ Palladini 65’, 71’ | Marcatori | 52’ De Cesare 89’ Romondini |

| Arbitro: | Prato (Lecce) |

|            |           |               |
| Soligo 41’ | Marcatori | 80’ Niccolini |

| Arbitro: | Bo (Genova) |

|           |           |                 |
| Succi 77’ | Marcatori | 83’ Princivalli |

| Arbitro: | Stallone (Foggia) |

|          |           |  |
| Bovo 50’ | Marcatori |  |

| Busto Arsizio 10 dicembre 2005 15ª giornata | Pro Patria          | 0 – 0 | Salernitana | Stadio Carlo Speroni (1400 spett.)\| Arbitro: \| Pierpaoli (Firenze) \| |
| Arbitro:                                    | Pierpaoli (Firenze) |       |             |                                                                         |

| Salerno 18 dicembre 2005 16ª giornata | Salernitana          | 0 – 0 | San Marino | Stadio Arechi (2087 spett.)\| Arbitro: \| N. Stefanini (Prato) \| |
| Arbitro:                              | N. Stefanini (Prato) |       |            |                                                                   |

| Arbitro: | Cavarretta (Trapani) |

|  |           |                    |
|  | Marcatori | 56’, 90+1’ Ferraro |

#### Girone di ritorno
| Teramo 8 gennaio 2006 18ª giornata | Teramo               | 0 – 0 | Salernitana | Stadio Comunale (1367 spett.)\| Arbitro: \| Palazzino (Ciampino) \| |
| Arbitro:                           | Palazzino (Ciampino) |       |             |                                                                     |

| Salerno 14 gennaio 2006 19ª giornata | Salernitana       | 0 – 0 | Spezia | Stadio Arechi (5007 spett.)\| Arbitro: \| Damato (Barletta) \| |
| Arbitro:                             | Damato (Barletta) |       |        |                                                                |

| Arbitro: | Pecorelli (Arezzo) |

|                    |           |             |
| Palombo 54’ (rig.) | Marcatori | 33’ Vastola |

| Arbitro: | Marrocco (Pisa) |

|               |           |  |
| Magliocco 21’ | Marcatori |  |

| Arbitro: | Baracani (Firenze) |

|                  |           |                      |
| Beretta 29’, 61’ | Marcatori | 37’ (rig.) De Cesare |

| Arbitro: | Giancola (Vasto) |

|                                         |           |                |
| Araboni 13’ Di Vicino 38’ Vastola 90+1’ | Marcatori | 18’, 67’ Matri |

| Arbitro: | Lena (Ciampino) |

|                                 |           |                             |
| Ignoffo 44’ (aut.) Stellini 59’ | Marcatori | 53’ Di Vicino 82’ Magliocco |

| Arbitro: | Forconi (Aprilia) |

|             |           |              |
| Araboni 23’ | Marcatori | 46’ Quadrini |

| Arbitro: | Pinzani (Empoli) |

|                                 |           |                 |
| Colussi 54’ Giacobbo 72’ (rig.) | Marcatori | 17’ Princivalli |

| Arbitro: | Barbirati (Ferrara) |

|  |           |             |
|  | Marcatori | 62’ Ferraro |

| Arbitro: | Guerriero (Catanzaro) |

|               |           |  |
| Di Vicino 59’ | Marcatori |  |

| Arbitro: | Zonno (Bari) |

|  |           |            |
|  | Marcatori | 3’ Ferraro |

| Arbitro: | Damato (Barletta) |

|                            |           |  |
| Ferraro 3’ Princivalli 70’ | Marcatori |  |

| Arbitro: | Tommasi (Bassano del Grappa) |

|                 |           |  |
| Campolonghi 36’ | Marcatori |  |

| Arbitro: | Didato (Agrigento) |

|                                               |           |  |
| Franchini 2’ (aut.) Vastola 40’ Di Vicino 52’ | Marcatori |  |

| Arbitro: | Celi (Bari) |

|                |           |             |
| Adr. Fiore 55’ | Marcatori | 85’ Redavid |

| Arbitro: | Barletta (Bernalda) |

|                                                                         |           |  |
| Soligo 10’ Araboni 13’ Princivalli D'Imporzano 79’ (aut.) Di Vicino 84’ | Marcatori |  |

### Play-off
| Arbitro: | Velotto (Grosseto) |

|                  |           |                     |
| Ferraro 25’, 53’ | Marcatori | 90’ (rig.) Stellini |

| Arbitro: | Gervasoni (Mantova) |

|                        |           |               |
| Stellini 47’ Lopez 85’ | Marcatori | 77’ Magliocco |